# Église Saint-Claude de Monêtier-les-Bains
L'église Saint-Claude est une église catholique française, située à Le Monêtier-les-Bains (Hautes-Alpes) dans le diocèse de Gap et d'Embrun.
Cette église, nommée "église du Casset", offre un aspect charmant avec son très haut clocher. L'abside nous présente ses autels du XVIIe siècle, ses boiseries, son fer forgé pour le cierge pascal et ses fonts baptismaux de 1717.

## Historique
Fondée au XVIIIe siècle, elle est inscrite aux Monuments historiques depuis 1945.